# Professional'nyj Futbol'nyj Klub Central'nyj Sportivnyj Klub Armii 1991
Questa voce raccoglie le informazioni riguardanti il Professional'nyj Futbol'nyj Klub CSKA nelle competizioni ufficiali della stagione 1991.

## Stagione
Nella stagione calcistica che segnò la fine di tutte le competizioni sovietiche (dismesse a causa dello scioglimento del Paese avvenuto alla fine del 1991), il CSKA Mosca vinse il campionato a ventuno anni dall'ultima vittoria. La squadra dominò il girone di andata grazie a una partenza lanciata, ma nella seconda parte del torneo ebbe una flessione dovuta a problemi interni allo spogliatoio causati da un lutto che aveva colpito la squadra (il portiere titolare Michail Erëmin era morto in un incidente stradale avvenuto dopo aver giocato la finale di Coppa dell'URSS 1990-1991, conclusasi con la vittoria del CSKA sul Torpedo Mosca). Tuttavia, nonostante il sorpasso subito a cinque giornate dalla fine per mano dello Spartak Mosca, la squadra dell'esercito totalizzò punteggio pieno nelle ultime gare che le consentì, stante un crollo dei rivali, di festeggiare il titolo con una giornata di anticipo.
In quella stessa stagione in CSKA andò vicino all'accoppiata campionato-coppa nazionale, ma nella finale di Coppa dell'URSS 1991-1992 perse in favore dello Spartak Mosca contro il quale aveva lottato in campionato. Nelle competizioni europee il CSKA Mosca uscì immediatamente, essendo stato eliminato ai sedicesimi di finale di Coppa delle Coppe dalla Roma.

## Maglie e sponsor
Durante la stagione 1991, il CSKA Mosca variò più volte l'aspetto delle proprie divise, a causa del cambio di fornitore tecnico avvenuto a metà campionato.

### Girone di andata
Nel girone di andata la squadra adottò delle divise prodotte dalla Umbro: nelle partite interne furono utilizzate delle maglie a strisce rosse e bianche, con una banda spessa sul petto di colore bianco bordato di blu, con all'interno l'iscrizione cirillica ЦСКА (traslitterato in CSKA, di colore rosso). Il colore dei calzoncini poteva variare dal rosso, al bianco e al blu, mentre i calzettoni erano sempre di colore rosso. Per le partite interne fu adottato un completo con calzoncini blu e calzettoni rossi, con la maglia bianca ornata da una trama di colore blu e rosso.
| Manica sinistra · Manica sinistra · Maglietta · Maglietta · Manica destra · Manica destra · Pantaloncini · Calzettoni | Manica sinistra · Manica sinistra · Maglietta · Maglietta · Manica destra · Manica destra · Pantaloncini · Calzettoni | Manica sinistra · Manica sinistra · Maglietta · Maglietta · Manica destra · Manica destra · Pantaloncini · Calzettoni | Manica sinistra · Manica sinistra · Maglietta · Maglietta · Manica destra · Manica destra · Pantaloncini · Calzettoni |

### Girone di ritorno
Per il girone di ritorno furono invece adottate delle divise fornite dallo sponsor ABM: per le partite interne fu adottata una maglia rossa ornata da quadri bianchi, calzoncini blu e calzettoni bianchi. La divisa per le gare esterne è invece completamente bianca, salvo alcune strisce di colore blu sulla maglia.
| Manica sinistra · Manica sinistra · Maglietta · Maglietta · Manica destra · Manica destra · Pantaloncini · Calzettoni | Manica sinistra · Maglietta · Maglietta · Manica destra · Pantaloncini · Calzettoni |

## Staff tecnico
Area direttiva
- Presidente: Viktor Kardivar

Area tecnica
- Direttore sportivo: Viktor Murashko
- Allenatore: Pavel Sadyrin
- Allenatore in seconda: Boris Kopeykin

## Rosa
| N. |                             | Ruolo | Calciatore         |
| -- | --------------------------- | ----- | ------------------ |
| -  | Unione Sovietica (bandiera) | P     | Michail Erëmin     |
| -  | Unione Sovietica (bandiera) | P     | Dmitrij Charin     |
| -  | Unione Sovietica (bandiera) | P     | Aleksandr Guteyev  |
| -  | Unione Sovietica (bandiera) | D     | Sergej Kolotovkin  |
| -  | Unione Sovietica (bandiera) | D     | Sergej Fokin       |
| -  | Unione Sovietica (bandiera) | D     | Dmitrij Galiamin   |
| -  | Unione Sovietica (bandiera) | D     | Dmitrij Bystrov    |
| -  | Unione Sovietica (bandiera) | D     | Oleg Malyukov      |
| -  | Unione Sovietica (bandiera) | D     | Vasili Ivanov      |
| -  | Unione Sovietica (bandiera) | D     | Valerij Minko      |
| -  | Unione Sovietica (bandiera) | D     | Viktor Yanushevsky |
| -  | Unione Sovietica (bandiera) | D     | Mikhail Sinyov     |
| -  | Unione Sovietica (bandiera) | C     | Valerij Brošin     |

| N. |                             | Ruolo | Calciatore         |
| -- | --------------------------- | ----- | ------------------ |
| -  | Unione Sovietica (bandiera) | C     | Dmitrij Kuznecov   |
| -  | Unione Sovietica (bandiera) | C     | Igor' Korneev      |
| -  | Unione Sovietica (bandiera) | C     | Michail Kolesnikov |
| -  | Unione Sovietica (bandiera) | C     | Vladimir Tatarčuk  |
| -  | Unione Sovietica (bandiera) | C     | Aleksandr Grishin  |
| -  | Unione Sovietica (bandiera) | C     | Dmitrij Karsakov   |
| -  | Unione Sovietica (bandiera) | C     | Lev Matveyev       |
| -  | Unione Sovietica (bandiera) | C     | Dmitrij Karsakov   |
| -  | Unione Sovietica (bandiera) | A     | Oleg Sergeyev      |
| -  | Unione Sovietica (bandiera) | A     | Valerij Masalitin  |
| -  | Unione Sovietica (bandiera) | A     | Sergej Dmitrev     |
| -  | Unione Sovietica (bandiera) | A     | Ilshat Faizulin    |

## Risultati

### Vysšaja Liga

#### Girone di andata
| Mosca 10 marzo 1991 1ª giornata | CSKA Mosca | 4 – 0 referto | Metalist | LFK CSKA |

| Mosca 16 marzo 1991 2ª giornata | Dinamo Mosca | 1 – 2 referto | CSKA Mosca | Olimpijskij |

| Mosca 23 marzo 1991 3ª giornata | CSKA Mosca | 5 – 1 referto | Lokomotiv Mosca | LFK CSKA |

| Minsk 31 marzo 1991 4ª giornata | Dinamo Minsk | 0 – 1 referto | CSKA Mosca | Stadio Dinamo |

| Mosca 5 aprile 1991 5ª giornata | CSKA Mosca | 1 – 0 referto | Dnepr | LFK CSKA |

| Mosca 9 aprile 1991 6ª giornata | CSKA Mosca | 4 – 3 referto | Černomorec | LFK CSKA |

| Donec'k 21 aprile 1991 7ª giornata | Šachtar | 1 – 1 referto | CSKA Mosca | Stadio Centrale Šachtar |

| Mosca 29 aprile 1991 8ª giornata | Spartak Mosca | 2 – 0 referto | CSKA Mosca | Stadio Lenin |

| Mosca 3 maggio 1991 9ª giornata | CSKA Mosca | 2 – 1 referto | Ararat | Stadio Lenin |

| Zaporižžja 7 maggio 1991 10ª giornata | Metalurh Zaporižžja | 0 – 0 referto | CSKA Mosca | Stadio Centrale Metallurg |

| Mosca 14 maggio 1991 11ª giornata | CSKA Mosca | 2 – 1 referto | Spartak Vladikavkaz | Stadio Lenin |

| Dušanbe 18 maggio 1991 12ª giornata | SKA Pamir | 2 – 2 referto | CSKA Mosca | Stadio Pamir |

| Mosca 2 giugno 1991 13ª giornata | CSKA Mosca | 3 – 1 referto | Paxtakor | Stadio Lenin |

| Mosca 6 giugno 1991 14ª giornata | CSKA Mosca | 3 – 1 referto | Torpedo Mosca | Stadio Lenin |

| Kiev 19 giugno 1991 15ª giornata | Dinamo Kiev | 2 – 2 referto | CSKA Mosca | Stadio della Repubblica |

#### Girone di ritorno
| Arbitro: | Timošenko (Rostov) |

|                                       |           |                                                |
| Korneev 42’ (rig.), 73’ Tatarchuk 57’ | Marcatori | 17’ Dragunov 29’, 71’ Kobozev 82’ Stolovitskiy |

| Arbitro: | Zhuk (Minsk) |

|                                   |           |                                |
| Korneev 10’ (rig.) Kolesnikov 37’ | Marcatori | 26’ Sidel'nikov 83’ Kudritskiy |

| Arbitro: | Levnikov (Leningrado) |

|           |           |          |
| Tsymbalar | Marcatori | Dmitriev |

| Arbitro: | Khussainov (Mosca) |

|  |           |             |
|  | Marcatori | 7’ Mostovoi |

| Arbitro: | Bezubyak (Leningrado) |

|  |           |              |
|  | Marcatori | 84’ Sergeyev |

| Arbitro: | Zhuk (Minsk) |

|                                                            |           |  |
| Korneev 38’ Tatarchuk 68’ Sergeyev 72’ Kuznecov 79’ (rig.) | Marcatori |  |

| Arbitro: | Gris'o (Leopoli) |

|               |           |            |
| Pilipchuk 43’ | Marcatori | 3’ Korneev |

| Arbitro: | Yarygin (Volgograd) |

|                          |           |             |
| Korneev 29’ Sergeyev 87’ | Marcatori | 89’ Rahimov |

| Tashkent 31 agosto 1991 | Paxtakor          | 0 – 0 referto | CSKA Mosca | Stadio Centrale (14000 spett.)\| Arbitro: \| P'yanyh (Donetsk) \| |
| Arbitro:                | P'yanyh (Donetsk) |               |            |                                                                   |

| Mosca 8 settembre 1991 | CSKA Mosca            | 0 – 0 referto | Dinamo Kiev | Stadio Lenin (14200 spett.)\| Arbitro: \| Levnikov (Leningrado) \| |
| Arbitro:               | Levnikov (Leningrado) |               |             |                                                                    |

| Arbitro: | Filipov (Mosca) |

|              |           |                   |
| Agashkov 83’ | Marcatori | 41’, 85’ Kuznecov |

| Arbitro: | Khlopotnov (Mosca) |

|             |           |                                           |
| Samatov 40’ | Marcatori | 55’ Dmitriev 67’ Kolesnikov 78’ Masalitin |

| Arbitro: | Gurman (Dušanbe) |

|                                     |           |             |
| Dmitriev 9’, 88’ Korneev 17’ (rig.) | Marcatori | 90’ Marhel' |

| Arbitro: | Butenko (Mosca) |

|              |           |  |
| Galiamin 49’ | Marcatori |  |

| Arbitro: | Kulakov (Alma-Ata) |

|                                 |           |                             |
| Kolesnik 23’, 55’ Kandaurov 71’ | Marcatori | 21’ Kuznecov 88’ Kolotovkin |

## Statistiche

### Statistiche di squadra
| Competizione      | Punti | Totale | Totale | Totale | Totale | Totale | Totale | DR |
| Competizione      | Punti | G      | V      | N      | P      | Gf     | Gs     | DR |
| ----------------- | ----- | ------ | ------ | ------ | ------ | ------ | ------ | -- |
| Vysšaja Liga      | 43    | 30     | 17     | 9      | 4      | 57     | -53    |    |
| Coppa dell'URSS   | -     | 7      | 5      | 1      | 1      | 11     | 7      | +4 |
| Coppa delle Coppe | -     | 2      | 1      | 0      | 1      | 2      | 2      | 0  |
| Totale            |       | 39     | 23     | 10     | 6      | 70     | -64    |    |

### Statistiche dei giocatori
| Giocatore   | Vysšaja Liga | Vysšaja Liga |
| Giocatore   | Presenze     | Reti         |
| ----------- | ------------ | ------------ |
| Brošin      | 30           | 4            |
| Bystrov     | 21           | ?            |
| Charin      | 11           | ?            |
| Dmitriev    | 16           | 4            |
| Faizulin    | 3            | ?            |
| Fokin       | 25           | 1            |
| Galiamin    | 21           | ?            |
| Grishin     | 5            | ?            |
| Guteyev     | 6            | ?            |
| Karsakov    | 1            | ?            |
| Kolesnikov  | 28           | 2            |
| Kolotovkin  | 25           | 1            |
| Korneev     | 29           | 10           |
| Kuznetsov   | 29           | 12           |
| Ivanon      | 15           | ?            |
| Malyukov    | 19           | ?            |
| Masalitin   | 18           | 7            |
| Matveyev    | 19           | ?            |
| Minko       | 8            | ?            |
| Sergeyev    | 30           | 9            |
| Sinyov      | 1            | ?            |
| Tatarchuk   | 24           | 5            |
| Yanushevsky | 8            | ?            |
| Yeremin     | 15           | ?            |